# Criuleni (distrikt)
Criuleni ( moldaviska: Raionul Criuleni) är ett distrikt i Moldavien. Det ligger i den centrala delen av landet. Antalet invånare är 70 186. Arean är 688 kvadratkilometer. Administrativ huvudort är Criuleni.
Terrängen i Criuleni är platt söderut, men norrut är den kuperad.